# Trophée des Grimpeurs 2009
Il Trophée des Grimpeurs 2009, ottantatreesima edizione della corsa e valida come evento dell'UCI Europe Tour 2009 categoria 1.1, si svolse il 3 maggio 2009. Fu vinto dal francese Thomas Voeckler che terminò la gara in 3h03'41", alla media di 41,648 km/h.
Al traguardo 61 ciclisti portarono a termine il percorso.

## Ordine d'arrivo (Top 10)
| Pos. | Corridore         | Squadra       | Tempo    |
| ---- | ----------------- | ------------- | -------- |
| 1    | Thomas Voeckler   | Bouygues Tel. | 3h03'41" |
| 2    | Anthony Geslin    | F. des Jeux   | a 20"    |
| 3    | Nicolas Jalabert  | Agritubel     | s.t.     |
| 4    | Dimitri Champion  | Bretagne      | s.t.     |
| 5    | Luis Laverde      | Colombia      | s.t.     |
| 6    | Wesley Sulzberger | F. des Jeux   | a 52"    |
| 7    | Blel Kadri        | AG2R La Mon.  | s.t.     |
| 8    | Daniele Colli     | Carmiooro     | s.t.     |
| 9    | Pierre Cazaux     | Roubaix       | s.t.     |
| 10   | Yukiya Arashiro   | Bouygues Tel. | s.t.     |